# Milton W. Humphreys
Milton W. Humphreys (vollständiger Name Milton Wylie Humphreys, * 15. September 1844 in Anthony’s Creek, Greenbrier County, heute zu West Virginia; † 20. November 1928 in Charlottesville, Virginia) war ein US-amerikanischer Klassischer Philologe, der als Professor der alten Sprachen an der Washington and Lee University (1869–1875) sowie als Professor des Griechischen an der Vanderbilt University (1875–1883), der University of Texas at Austin (1883–1887) und der University of Virginia (1887–1912) wirkte.

## Leben
Milton W. Humphreys stammte aus einer 13-köpfigen Familie im Greenbrier County, das bis 1865 zu Virginia gehörte. Seine Eltern waren der Landarzt Andrew Cavet Humphreys (1810–1866) und seine Frau Mary McQuain Humphreys geb. Hefner (1813–1893). Ein presbyterianischer Pfarrer auf der Durchreise erkannte das Talent des jungen Milton und überredete seine Eltern, ihn in Charleston die Schule besuchen zu lassen. Humphreys ging an die Schule mit dem Ziel, ebenfalls Pfarrer zu werden, aber später gab er diesen Berufswunsch auf.
Im amerikanischen Bürgerkrieg (1861–1865) kämpfte Humphreys ab 1862 auf Seiten der Südstaaten im Rang eines Sergeant. Nach seiner Entlassung aus der Kriegsgefangenschaft arbeitete er von 1865 bis 1866 als Lehrer und studierte Klassische Philologie am Washington College, das ab 1870 zur Washington and Lee University umbenannt wurde. An diesem College erlangte Humphreys 1869 den Mastergrad (A. M.) und wurde zum Assistant Professor of Ancient Languages ernannt, 1870 zum Adjunct Professor. Von 1872 bis 1874 unternahm er eine längere Bildungsreise durch Europa. Er vertiefte seine Studien von 1872 bis 1873 an der Berliner Universität und wurde 1874 an der Universität Leipzig zum Dr. phil. promoviert.
Nach seiner Rückkehr in die Vereinigten Staaten nahm Humphreys sein Lehramt wieder auf. Die Washington and Lee University war die erste Bildungseinrichtung in den USA, an der die herkömmliche amerikanische Aussprache des Lateinischen durch die rekonstruierte, annähernd korrekte antike Aussprache (pronuntiatus restitutus) ersetzt wurde. 1875 wechselte Humphreys als Professor of Greek an die Vanderbilt University, 1883 an die University of Texas at Austin und 1887 an die University of Virginia, wo er bis zu seinem Eintritt in den Ruhestand (1912) blieb.
Humphreys war Gründungsmitglied der American Philological Association, in deren Vorstand er 1880–1882 als Vizepräsident und 1882/83 als Präsident gewählt wurde.
Er heiratete 1877 Louise Frances Garland (1843–1901), die Tochter des Kanzlers der Vanderbilt University, Landon Garland (1810–1895). Das Paar hatte vier Töchter.
Humphreys’ Forschungsschwerpunkt in der Klassischen Philologie war die lateinische Phonologie und Metrik. Er veröffentlichte Studienausgaben zweier griechischer Dramen: Die Wolken von Aristophanes (1888) und Antigone von Sophokles (1891). Darüber hinaus beschäftigte sich Humphreys mit anderen Gebieten, darunter Astronomie, Botanik, Mathematik und insbesondere Ballistik. Auf diesen Gebieten hatte er während des Bürgerkriegs praktische Erfahrung gesammelt, die er mit wissenschaftlichen Studien verband. Er veröffentlichte regelmäßig Artikel in der Zeitschrift The United States Journal of Artillery.

## Schriften (Auswahl)
- Quaestiones metricae de accentus momento in versu heroico. Leipzig 1874 (Dissertation)
- The Clouds of Aristophanes. Boston 1888
- The Antigone of Sophocles. New York 1891